# Я звинувачую (стаття)

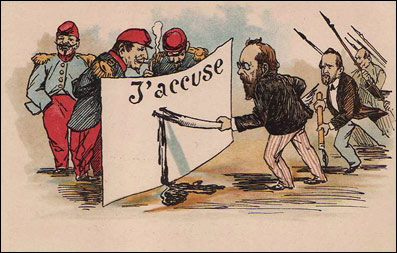
Шарж на Еміля Золя та його статтю. Листівка, 1899

«Я звинува́чую» (фр. «J’accuse… !») — стаття французького письменника Еміля Золя, яка була опублікована в щоденній газеті «L’Aurore 13 січня 1898 року. Стаття написана як реакція письменника на справу Дрейфуса.

## Суть
Стаття написана у формі відкритого листа, адресованого тодішньому президенту Франції Феліксу Фору. В листі звинувачувався французький уряд в антисемітизмі та протизаконному ув'язненні Альфреда Дрейфуса. Золя наголошував на упередженості військового суду та відсутності серйозних доказів вини Дрейфуса.

## Перебіг
Лист був надрукований на першій сторінці газети та викликав великий ажіотаж як у самій Франції, так і далеко за її межами. Золя був звинувачений у наклепі і засуджений 23 лютого 1898 року. Щоб запобігти ув'язнення, письменник утік до Англії. Він зміг повернутися до Франції лише після самогубства полковника Анрі та втечі майора Естергазі, двох головних фігур справи Дрейфуса в червні 1899 року.
Стаття Золя призвела до широкого резонансу в культурному світі, стала прикладом того впливу, який інтелектуальна еліта може зробити на тих, хто при владі.